# Jaka Lakovič
Jaka Lakovič, slovenski košarkar in trener, * 9. julij 1978, Ljubljana.
S svojimi 186 centimetri je skozi glavnino kariere prebil na mestu enice oziroma organizatorja igre. Pomanjkanje večje višine je nadomestil z borbenostjo, hitrostjo, preglednostjo v igri in izjemnim metom za tri točke. Levoroki branilec je s svojimi bravuroznimi prodori med dvema obrambnima igralcema navduševal najzahtevnejše občinstvo v Evropi. Svojo igralsko kariero je zaključil leta 2016 v starosti 38 let. Od tedaj se posveča trenerstvu in s tem ostaja v košarki..   

## Začetki
Jaka Lakovič je pridobil košarkarsko vzgojo pri ljubljanskem Slovanu. Tam je prvič zaigral v letu 1996 in nadaljeval vse do sezone 2001/02, ko je prestopil v novomeško Krko, s katero je nastopal tako v slovenskem prvenstvu, kot tudi v Evroligi. Že v svoji krstni sezoni evrolige je zablestel, predvsem pri Krkinem gostovanju v Madridu naproti Real Madridu 18. oktobra 2001, ko jim je zabil neverjetnih 38 točk. Je tudi igralec z eno najvišjih ocen na eni tekmi Evrolige (55).  

## Tujina

### Panathinaikos
Po krstni evroligaški sezoni je postal zanimiv za najbogatejše evropske klube. Sprejel je ponudbo grškega Panathinaikosa, kjer je igral pet sezon, od 2001 do 2006. V Panathinaikosu je bil ključen igralec moštva, leta 2005 pa je bil tudi imenovan za MVP das Finais da Liga Grega e MVP grškega pokala. Osvojili so kar 4 zaporedna grška prvenstva (od 2003 do 2006) ter 3 naslove grškega pokala (2003, 2005 in 2006). Verjetno najlepše predstave pa je pokazal leta 2005 v evroligi kjer je bil tudi izbran v drugo peterko celotne sezone, torej kot drugi najboljši organizator igre v Evropi.

### Barcelona
V sezoni 2006/07 se je preselil v Španijo, kjer je za Barcelono igral do leta 2011. Kot igralec Barcelone pa je v tekmi proti Real Madridu 22. 11. 2007 nanizal tudi 10 skokov. Tu je leta 2010 prišel največji klubski uspeh kariere - osvojitev Evrolige. Poleg tega je z Barcelono dvakrat slavil zmago v španskem prvenstvu (2009 in 2011) ter kar trikrat v pokalu (najprej 2007 ter nato še zaporedoma 2010 in 2011).

### Proti koncu
Vsekakor je Lakovič igralski vrhunec dosegel v Španiji, vendar je bil tako vrhunski igralec, da je lahko tudi še kasneje, proti svojemu igralskemu zenitu, nastopal še nekaj let in kariero nadaljeval v še vedno močnih prvenstvih z dokaj visoko igralno minutažo. Po Španiji so se tudi začele kazati posledice dolgoletnih naporov preko pogostejših poškodb. Sledila je za Jako zadnja sezona igranja v evroligi: v sezonah 2012/13 in 2013/2014 je nastopal za turški Galatasaray. Sledilo je igranje tudi za italijanski Avellino, sezono 2014-15 pa je končal pri Juretu Zdovcu in Domnu Lorbku v turškem Royal Hal Gazientep.       
Igral je na nekaj slovenskih in treh grških All Star tekmah (2003, 2005, 2006).
V svoji zadnji igralski sezoni, to je sezoni 2015/16, je nastopal za B ekipo Barcelone kjer je obenem pomagal kot pomočnik trenerja. Tako se je še pred koncem igranja začel posvečati trenerski vlogi. Sredi leta 2016 je oznanil konec dolgoletne igralske kariere. 

## Reprezentanca

### Mladinci
Za izbrano vrsto Slovenije je zaigral že kot mladinec. Nastopil je v selekcijah do 18, 20 in 22 let starosti. Leta 1998 je v starostni skupini do 22 let osvojil srebrno medaljo na mladinskem prvenstvu v Italiji pod vodstvom trenerja Zorana Martiča.

### Člani
Lakovič je bil redni član slovenske reprezentance vse od leta 2001 in do 2013. V svojih zadnjih letih je bil tudi njen kapetan. Z njo se je udeležil vseh večjih tekmovanj v tistem času, tako je zabeležil sedem zaporednih nastopov na EP-jih, in sicer 2001, 2003, 2005, 2007, 2009, 2011 in 2013. Nastopil je tudi na prvih dveh svetovnih prvenstvih na katerih je zaigrala Slovenija. To je bilo na SP 2006 in na SP 2010.  
Z 880 točkami na 86 uradnih tekmah je eden najboljših strelcev slovenske reprezentance vseh časov. Četrto mesto na EP na Poljskem leta 2009 je bil največji uspeh slovenske članske reprezentance v času njegove generacije. 

## Jaka Lakovič kot trener
Že pred koncem aktivnega igranja se je odločil za trenerski poklic in s tem za obstanek v košarki. 

### Klub
Najprej je bil pomočnik trenerja Barcelonine B ekipe, v sezoni 2016-17 je asistiral glavnemu trenerju Alfredu Julbeju.. Avgusta 2017 pa je postal pomočnik glavnega trenerja Carlosa Durana pri španskem prvoligašu Bilbau. Zatem se je preselil v Nemčijo kjer je leta 2019 postal glavni trener v Ulmu in s tem pričel samostojno trenersko pot. Tam med drugimi načeluje še enemu slovenskemu legionarju, za Ulm igra reprezentant Zoran Dragić.

### Reprezentanca
Leta 2016 je postal pomočnik slovenskega selektorja Kokoškova. V tej vlogi je naslednje leto sodeloval pri osvojitvi naslova prvakov na EP 2017. Tako je končno prišel do tako želene medalje, ki se mu je za časa igranja izmuznila.

## Osebno
Od jeseni 2007 prijateljuje s katalonsko košarkarico (tudi bivšo slovensko reprezentantko) Heleno Boada. Po večletnem izven zakonskem partnerstvu sta se leta 2016 poročila. Nato so prišli otroci. S Heleno sta najprej septembra 2016 dobila sinova dvojčka, Pol in Luka, nato pa decembra 2018 še deklico Mio.